# Platypnoe
Platypnoe, platypnoë – objaw chorobowy polegający na nasilaniu się duszności w pozycji stojącej i siedzącej, a zmniejszaniu się jej przy przyjęciu pozycji leżącej. Często towarzyszy mu ortodeoksja, czyli spadek utlenowania krwi w pozycji stojącej lub siedzącej. Platypnoe może występować przy przecieku prawo-lewym przez niezamknięty otwór owalny, malformacjach tętniczo-żylnych w płucach, zespole wątrobowo-płucnym, zatorowości płucnej, poszerzeniu aorty, zaciskającym zapaleniu osierdzia, obecności płynu w osierdziu, zaburzeniach autonomicznego układu nerwowego czy kifoskoliozie.